# Alexander von Daniels (General)
Alexander Edler von Daniels (* 17. März 1891 in Trier; † 6. Januar 1960 in Bielefeld) war ein deutscher Generalleutnant im Zweiten Weltkrieg.

## Leben
Daniels trat am 1. März 1910 als Leutnant in das 4. Unter-Elsässische Infanterie-Regiment Nr. 143 ein und fungierte dort ab 1. Oktober 1913 als Adjutant des I. Bataillons. Als solcher kam er bei Ausbruch des Ersten Weltkriegs an die Front. Im weiteren Kriegsverlauf war Daniels vom 9. September bis 15. Oktober 1915 als Kompanieführer im Einsatz, wurde danach als Gerichtsoffizier verwendet und stieg schließlich am 30. April 1916 zum Regimentsadjutant auf. Für seine Leistungen erhielt er beide Klassen des Eisernen Kreuzes sowie das Ritterkreuz des Königlichen Hausordens von Hohenzollern mit Schwertern.
Nach der Demobilisierung Anfang 1919 trat er Ende Februar 1919 als Adjutant dem Freikorps Lichtschlag bei, in dem Daniels zuletzt als Führer der dortigen MG-Kompanie eingesetzt war. Am 15. September 1919 wurde er in das Reichswehr-Infanterie-Regiment 14 versetzt, welches er Ende 1920 wieder verließ. Anschließend war er bis April 1933 im 18. Infanterie-Regiment als Chef der 12. Kompanie tätig und kam dann in den Regimentsstab nach Paderborn. Nach einer Tätigkeit als Lehrer an der Infanterieschule Dresden von April 1933 bis Januar 1934, wurde Daniels am 1. Februar 1934 zum Kommandeur des II. Bataillons des Infanterie-Regiments 1 ernannt. Zum 1. Oktober 1934 erfolgte die Ernennung zum Kommandeur des Ausbildungs-Bataillons im Infanterie-Regiment „Königsberg“', in welchem er bis Mitte Oktober 1935 fungierte. Anschließend war er bis Ende September 1938 Kommandeur des MG-Bataillons 9. In diesen Zeitraum absolvierte er auch einen Nachrichten-Lehrgang. Im Oktober 1938 erfolgte seine Versetzung in den Stab des Infanterie-Regiments 18. Daran schloss sich am 24. November 1938 seine Ernennung zum Regimentskommandeur an.
Mit diesem Regiment lag Daniels im Rahmen der 6. Infanterie-Division bei Ausbruch des Zweiten Weltkrieges zunächst als Sicherungsregiment am Westwall. Im Frühjahr 1940 nahm das Regiment unter seiner Führung am Westfeldzug teil und blieb danach mittelfristig als dortige Besatzungsmacht. Am 10. Dezember 1940 wurde Daniels zum Kommandeur des Infanterie-Regiments 239 ernannt. Im Rahmen der 106. Infanterie-Division zog das Regiment unter Daniels Führung im Ostfeldzug im Bereich der Heeresgruppe Mitte über Białystok-Smolensk-Wjasma bis vor Moskau. Für seine Leistungen wurde ihm am 15. Dezember 1941 das Deutsche Kreuz in Gold verliehen. Am 6. März 1942 gab Daniels das Kommando des Regiments ab und trat vorübergehend in die Führerreserve. Zum 1. April 1942 wurde er zum Kommandeur der 376. Infanterie-Division ernannt. Ab Juni 1942 stand seine Division am Donbogen und nahm ab August 1942 am Unternehmen Blau teil, wo sie im Rahmen der 6. Armee Richtung Stalingrad vorstieß. In der folgenden Schlacht um Stalingrad wurde die Division nahezu aufgerieben. Zwischenzeitlich war Daniels am 18. Dezember 1942 das Ritterkreuz des Eisernen Kreuzes verliehen worden. Die Gesamtkapitulation der 6. Armee und Daniels Division erfolgte am 31. Januar 1943.
In der sowjetischen Kriegsgefangenschaft schloss sich Daniels dem Nationalkomitee Freies Deutschland an und war im dortigen Präsidium, neben Hans-Günther van Hooven als Vizepräsident tätig. Er war Gründungsmitglied des Bundes Deutscher Offiziere. Als seine dortige Tätigkeit der deutschen Heeresführung bekannt wurde, wurde Daniels am 23. Dezember 1944 aus der Wehrmacht ausgeschlossen. Sein jüngerer Bruder Herbert von Daniels, Angehöriger der Waffen-SS, sollte daraufhin diese „Schande“ durch seine Frontbewährung beseitigen. Hierzu kam es aber nicht.